# 黃奭
黃奭（1809年—1853年），本名黃錫麟，字右原。清代輯佚家，江苏甘泉人。原籍浙江。

## 生平
嘉慶十四年（1809年）生。先世浙江余姚人，其父黄至筠，经营两淮盐业致富。黃奭早年在扬州安定书院读书，受两淮盐运使曾燠賞識，曰：“尔勿为时下学，余荐老师宿儒一人为尔师。”道光六年（1826）師從揚州學者江藩。道光七年（1827），娶两淮盐运使刘沄之女刘琴宰為妻。道光八年（1828），其母朱氏病重，黄奭夫妻都割下臂膀的肉炖汤给母亲喝。道光十二年（1832年），因顺天府尹吴杰的推荐，御賜舉人。道光十三年（1833）拜阮文藻为师。道光十五年（1835）師從吴杰。黄至筠非常重視兒子的教育，由於黄奭是二房庶出，其母責之更嚴。道光十三年（1833）八月，黄奭之母與妻先後病逝。日後黄奭请人绘制《蔗生图》，以纪念母亲。
黃奭推崇郑玄，与勘学家顧廣圻、经学家凌曙相交往。又因家境富裕，藏书颇丰，一生從事古書輯佚，與馬國翰齊名，人稱“輯佚兩大家”。阮元稱其勤博，著有《漢學堂叢書》，所輯佚書二百七十種。約卒於咸丰三年。另有《近思录集说》十四卷、《胪云集》二卷、《存悔斋集杜诗注》三卷、《爾雅古義》。有子黄浚、黄灃。